# Tercera Federación
La Tercera Federación, conocida originalmente como Tercera División RFEF, es la quinta categoría del sistema de ligas de fútbol masculino de España. Constituye el nivel posterior a la Segunda Federación. Se disputa desde la temporada 2021-22 como sucesora de la antigua Tercera División, aunque esta última constituía el cuarto nivel del sistema de ligas. Su organización depende de la Real Federación Española de Fútbol, de la cual toma su denominación. Consta de 18 grupos, con 18 equipos cada uno. Los grupos están distribuidos por federación territorial. Su estatus es semiprofesional.

## Sistema de competición

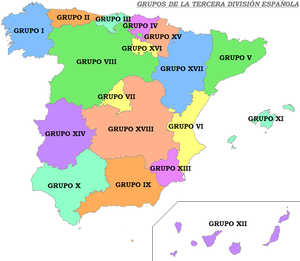
Grupos de la Tercera División RFEF

La Tercera Federación actualmente está integrada por un total de 324 clubes divididos en dieciocho grupos de 18 equipos cada uno. 
En la temporada inicial (2021-22) los grupos tenían 288 equipos. En la temporada 2023-24 se aumentó el número de plazas por grupo a 300, aumentando el número de equipos a 324. Los grupos están distribuidos por zonas geográficas. 
El sistema de competición es el mismo que en el resto de categorías de la Liga. Se disputa anualmente, empezando a finales del mes de agosto o principios de septiembre, y concluye en el mes de mayo o junio del siguiente año.
Los dieciocho equipos de cada grupo se enfrentan todos contra todos en dos ocasiones, una en campo propio y otra en campo contrario, lo que suma un total de treinta y cuatro jornadas. El orden de los encuentros se decide por sorteo antes de empezar la competición. El ganador de un partido obtiene tres puntos, el perdedor no suma ninguno y, en caso de un empate, se reparte un punto para cada equipo.
En su primera edición se disputaron un total de 5418 partidos en su fase regular, ajustada al año siguiente a 4320 partidos, más 54 de play-off territorial, y 9 de play-off interterritorial y en la temporada siguiente se disputaron 5508 partidos más 108 de play-off territorial y 18 de play-off interterritorial.

### Ascenso y descenso de categoría
Ascenderán 27 equipos a la Segunda Federación: por un lado, los 18 campeones de grupo; por otro lado, los 9 vencedores de un play-off interterritorial a disputar en terreno neutral, al que accederán a su vez los vencedores de los play-off territoriales que disputarán los clasificados entre el segundo y el quinto puesto en cada uno de los grupos.
De cada grupo descenderán los 3 últimos a las categorías regionales, el sexto nivel del sistema de ligas de fútbol de España. Además, pueden darse más descensos por arrastre en algún grupo en el caso de que bajen desde Segunda Federación más equipos de los que consigan el ascenso.

### Equipos filiales
Los equipos filiales pueden participar en Tercera Federación si sus primeros equipos compiten en una categoría superior. Los filiales y sus respectivos primeros equipos no pueden competir en la misma división; por ello, si un equipo desciende a Segunda Federación y su filial gana los play-off de ascenso a esta categoría, deberá quedarse obligatoriamente en Tercera Federación. Del mismo modo, un filial que se haya clasificado para la fase de ascenso a Segunda Federación no puede disputarla si el primer equipo milita en dicha categoría. En este caso, lo sustituye el siguiente clasificado de su grupo que sí pueda ascender. Esto no será así si el primer equipo milita en Segunda Federación, pero se clasifica para la fase de ascenso a Primera Federación.

## Participantes
Los grupos son los mismos de las temporadas anteriores en Tercera División.

### Temporada 2024-25
| - Grupo I: Galicia. - Grupo II: Asturias. - Grupo III: Cantabria. - Grupo IV: País Vasco. - Grupo V: Cataluña. - Grupo VI: Comunidad Valenciana. - Grupo VII: Comunidad de Madrid. - Grupo VIII: Castilla y León. - Grupo IX: Andalucía Oriental y Melilla. | - Grupo X: Andalucía Occidental y Ceuta. - Grupo XI: Islas Baleares. - Grupo XII: Canarias. - Grupo XIII: Región de Murcia y Andalucía. - Grupo XIV: Extremadura. - Grupo XV: Navarra. - Grupo XVI: La Rioja, Navarra y País Vasco. - Grupo XVII: Aragón. - Grupo XVIII: Castilla-La Mancha. |

## Palmarés

### Campeones y clasificados de cada grupo
Nota: nombres y banderas de los equipos según la época. Entre paréntesis, los últimos títulos logrados. En color, los equipos que ascendieron de categoría.
| 2021-22 |                                 |                         |                         |                        |                               |
| I       | Polvorín F. C. (1)              | Orense C. F.            | U. D. Somozas           | C. D. Barco            | R. C. Deportivo Fabril        |
| II      | Real Oviedo Vetusta (1)         | Real Sporting "B"       | C. D. Lealtad           | C. D. Llanes           | Caudal Deportivo              |
| III     | R. S. Gimn. de Torrelavega (1)  | C. F. Vimenor           | U. M. Escobedo          | C. D. Naval            | S. D. Torina                  |
| IV      | Deportivo Alavés "B" (1)        | S.D. Beasáin            | Club Portugalete        | Barakaldo C. F.        | C. D. Basconia                |
| V       | C. E. Manresa (1)               | U. D. Olot              | C. P. San Cristóbal     | Girona F. C. "B"       | U. E. Sant Andreu             |
| VI      | Valencia C. F. Mestalla (1)     | Atlético Saguntino      | Atzeneta U. E.          | C. D. Acero            | Torrent C. F.                 |
| VII     | Club Atlético de Madrid "B" (1) | Las Rozas C. F.         | C. F. Fuenlabrada Prom. | A. D. Alcorcón "B"     | C. D. B. Paracuellos Antamira |
| VIII    | C. D. Guijuelo (1)              | S. D. Almazán           | Real Ávila C. F.        | C. D. Mirandés "B"     | S. D. Atco. Tordesillas       |
| IX      | Juv. de Torremolinos C. F. (1)  | C. D. Huétor Tájar      | Marbella F. C.          | U. D. Almería "B"      | Atlético Malagueño            |
| X       | R. C. Recreativo de Huelva (1)  | C. D. Utrera            | Xerez C. D.             | C. D. Ciudad de Lucena | C. D. Gerena                  |
| XI      | R. C. D. Mallorca "B" (1)       | C. D. Manacor           | U. D. Poblense          | C. F. Playas de Calviá | C. D. Llosetense              |
| XII     | C. D. Atlético Paso (1)         | U. D. Las Palmas "C"    | C. D. Tenerife "B"      | Arucas C. F.           | U. D. Villa de St. Brígida    |
| XIII    | Yeclano Deportivo (1)           | F. C. Cartagena "B"     | Racing Murcia F. C.     | UCAM Murcia C. F. "B"  | La Unión C. F.                |
| XIV     | C. D. Diocesano (1)             | Moralo C. P.            | A. D. Llerenense        | Jerez C. F.            | Arroyo C. Pvo.                |
| XV      | C. A. Cirbonero (1)             | C. D. Subiza            | U. D. Cultural Chantrea | C. D. Huarte           | C. D. Cantolagua              |
| XVI     | C. D. Arnedo (1)                | C. D. Alfaro            | C. D. Anguiano          | C. D. Varea            | Casalarreina C. F.            |
| XVII    | R. Zaragoza Dep. Aragón (1)     | Utebo F. C.             | C. F. Illueca           | C. D. Binéfar          | C. D. Robres                  |
| XVIII   | C. D. Guadalajara (1)           | C. D. Quintanar del Rey | C. D. Illescas          | C. Pvo. Villarrobledo  | C. D. Torrijos                |

| 2022-23 |                                |                         |                         |                                |                               |
| I       | R. C. Deportivo Fabril (1)     | Arosa S. C.             | Club Rápido de Bouzas   | Racing Club Villalbés          | U. D. Ourense                 |
| II      | C. D. Covadonga (1)            | Real Sporting "B"       | L'Entregu C. F.         | U. D. Llanera                  | C. D. Praviano                |
| III     | C. D. Cayón (1)                | C. F. Vimenor           | C. D. Tropezón          | U. M. Escobedo                 | S. D. Atco. Albericia         |
| IV      | Barakaldo C. F. (1)            | C.D. Vitoria            | S. D. Leioa             | C. D. Basconia                 | S. D. Deusto                  |
| V       | C. E. Europa (1)               | U. E. Sant Andreu       | C. P. San Cristóbal     | C. E. L'Hospitalet             | C. F. Peralada                |
| VI      | Orihuela C. F. (1)             | Atzeneta U. E.          | Torrent C. F.           | Atlético Levante U. D.         | C. D. Acero                   |
| VII     | C. D. E. Ursaria (1)           | RSC International F. C. | Getafe C. F. "B"        | C. D. B. Paracuellos Antamira  | C. D. Móstoles U.R.J.C.       |
| VIII    | Arandina C. F. (1)             | Atlético Astorga F. C.  | Salamanca C. F. UDS     | Real Ávila C. F.               | S. D. Atco. Tordesillas       |
| IX      | Marbella F. C. (1)             | Real Jaén C. F.         | El Palo F. C.           | U. D. Torre del Mar            | Atlético Malagueño            |
| X       | C. Atlético Antoniano (1)      | Córdoba C. F "B"        | C. D. Gerena            | Sevilla F. C. "C"              | Salerm Cosmetics Puente Genil |
| XI      | C. D. Andrach (1)              | C. D. Manacor           | S. E. Penya Independent | U. D. Poblense                 | C. D. Santañí                 |
| XII     | C. D. Mensajero (1)            | U. D. Lanzarote         | U. D. San Fernando      | U. D. Las Palmas Atlético      | U. D. Villa de St. Brígida    |
| XIII    | Águilas F. C. (1)              | C. F. Lorca Deportiva   | F. C. La Unión Atlético | Racing Murcia F. C.            | Club Atlético Pulpileño       |
| XIV     | A. D. Llerenense (1)           | C. D. Azuaga            | Moralo C. P.            | Olivenza F. C.                 | Jerez C. F.                   |
| XV      | C. D. Valle de Egüés (1)       | C. D. Subiza            | C. D. Ardoi             | Peña Sport F. C.               | C. D. Huarte                  |
| XVI     | Náxara C. D. (1)               | C. D. Varea             | C. D. Agoncillo         | C. D. F. C. La Calzada         | S. D. Oyonesa                 |
| XVII    | C. D. Robres (1)               | U. D. Barbastro         | S. D. Huesca "B"        | S. D. Ejea                     | C. D. Juvenil Tamarite        |
| XVIII   | C. D. Manchego Ciudad Real (1) | C. D. Illescas          | C. D. Quintanar del Rey | Calvo Sotelo Puertollano C. F. | Villarrubia C. F.             |

| 2023-24 |                                |                             |                         |                           |                                 |
| I       | Bergantiños F. C. (1)          | R. C. Celta C-Gran Peña     | Arosa S. C.             | U. D. Ourense             | S. D. Sarriana                  |
| II      | U. D. Llanera (1)              | Sporting Atlético           | C. D. Lealtad           | U. C. Ceares              | L'Entregu C. F.                 |
| III     | U. M. Escobedo (1)             | C. D. Laredo                | S. D. Torina            | S. D. Atco. Albericia     | C. F. Vimenor                   |
| IV      | C.D. Vitoria (1)               | C. D. Basconia              | S. D. Beasáin           | S. D. Deusto              | Club Portugalete                |
| V       | U. D. Olot (1)                 | C. E. L'Hospitalet          | U. E. Vilassar de Mar   | C. F. Badalona            | A. E. Prat                      |
| VI      | Elche Ilicitano C. F. (1)      | F. C. J. Español S. Vicente | Ontinyent 1931 C. F.    | Atzeneta U. E.            | C. D. Utiel                     |
| VII     | Real Madrid C. F. "C" (1)      | C. D. Móstoles U.R.J.C.     | C. D. Leganés "B"       | Las Rozas C. F.           | C. D. Colonia Moscardó          |
| VIII    | Real Ávila C. F. (1)           | Salamanca C. F. UDS         | S. D. Atco. Tordesillas | Júpiter Leonés            | Atlético Astorga F. C.          |
| IX      | Juv. de Torremolinos C. F. (2) | Real Jaén C. F.             | Atlético Malagueño      | U. D. Almería "B"         | U. D. Torre del Mar             |
| X       | Xerez C. D. (1)                | C. D. Ciudad de Lucena      | Xerez Deportivo F. C.   | C. D. Pozoblanco          | A. D. Ceuta F. C. "B"           |
| XI      | C. D. Ibiza Islas Pitiusas (1) | R. C. D. Mallorca "B"       | U. D. Poblense          | C. F. Playas de Calviá    | C. D. Manacor                   |
| XII     | C. D. Tenerife "B" (1)         | U. D. Lanzarote             | C. D. Unión Sur Yaiza   | U. D. Las Palmas Atlético | C. F. Panadería Pulido S. Mateo |
| XIII    | C. D. Minera (1)               | R. Murcia Imperial C. F.    | C. D. Cieza             | UCAM Murcia C. F. "B"     | U. D. Caravaca                  |
| XIV     | C. D. Don Benito (1)           | C. D. Coria                 | C. D. Azuaga            | S. P. Villafranca         | Moralo C. P.                    |
| XV      | C. D. Subiza (1)               | C. D. Cortes                | C. D. Ardoi             | Peña Sport F. C.          | C. D. Huarte                    |
| XVI     | U. D. Logroñés "B" (1)         | C. D. Alfaro                | C. D. Calahorra "B"     | C. D. Anguiano            | C. D. Varea                     |
| XVII    | S. D. Ejea (1)                 | C. D. Cuarte                | C. D. Ebro              | C. F. Épila               | C. D. Caspe                     |
| XVIII   | U. B. Conquense (1)            | C. D. Cazalegas             | C. D. Toledo            | Unión Socuéllamos C. F.   | C. D. Quintanar del Rey         |

| 2024-25 |                                   |                         |                       |                               |                              |
| I       | U. D. Ourense (1)                 | C. D. Estradense        | S. D. Sarriana        | Racing Club Villalbés         | C. F. Noia                   |
| II      | R. Oviedo Vetusta (2)             | Caudal Deportivo        | C. D. Covadonga       | Sporting Atlético             | C. D. Lealtad                |
| III     | U. D. Sámano (1)                  | C. D. Tropezón          | S. D. Atco. Albericia | C. D. Cayón                   | Castro C. F.                 |
| IV      | C. D. Basconia (1)                | Club Portugalete        | S. D. Leioa           | S. D. Beasáin                 | S. D. Deusto                 |
| V       | Reus F. C. Reddis (1)             | C. E. Atlètic Lleida    | Girona F. C. "B"      | C. F. Peralada                | C. F. Badalona               |
| VI      | C. D. Castellón "B" (1)           | C. D. Roda              | C. F. La Nucía        | U. D. Castellonense           | C. D. Utiel                  |
| VII     | R. S. D. Alcalá (1)               | Rayo Vallecano "B"      | Ag. D. Torrejón C. F. | S. A. D. Villaverde S. Andrés | C. D. Galapagar              |
| VIII    | Atlético Astorga F. C. (1)        | S. D. Atco. Tordesillas | Burgos C. F. Promesas | Arandina C. F.                | C. D. Mirandés "B"           |
| IX      | Atlético Malagueño (1)            | Real Jaén C. F.         | C. F. Motril          | U. D. Torre del Mar           | C. D. Huétor Tájar           |
| X       | Salerm Cosmetics Puente Genil (1) | C. D. Ciudad de Lucena  | C. D. Utrera          | C. Atco. Central              | U. D. Tomares                |
| XI      | U. D. Poblense (1)                | C. D. Constancia        | S. D. Formentera      | U. D. Porreras                | S. E. Penya Independent      |
| XII     | U. D. Las Palmas Atlético (1)     | U. D. San Fernando      | U. D. Tamaraceite     | U. D. ibarra                  | C. D. Mensajero              |
| XIII    | C. F. Lorca Deportiva (1)         | C. D. Cieza             | Unión Molinense C. F. | C. F. Santomera               | Águilas F. C. "B"            |
| XIV     | C. D. Extremadura (1)             | C. D. Azuaga            | C. F. Jaraíz          | A. D. Llerenense              | C. D. Badajoz                |
| XV      | U. D. Mutilvera (1)               | C. D. Valle de Egüés    | Ag. D. San Juan       | C. D. Cortes                  | Peña Sport F. C.             |
| XVI     | Náxara C. D. (2)                  | U. D. Logroñés "B"      | C. D. Varea           | C. D. Arnea                   | S. D. Oyonesa                |
| XVII    | C. D. Ebro (1)                    | S. D. Huesca "B"        | C. D. Cuarte          | C. Atlético Monzón            | C. D. Binéfar                |
| XVIII   | C. D. Quintanar del Rey (1)       | Atlético Albacete       | C. D. Toledo          | C. D. Villacañas              | Yugo-U. D. Socuéllamos C. F. |

| Predecesor: Categorías regionales (orden de categoría)Tercera División (a nivel deportivo) | Tercera Federación (4.ª categoría) 2021-act. | Sucesor: - |